# べら (フェリー)
べら（VELA）は、東日本フェリーが運航していたフェリー。

## 概要
室蘭 - 八戸航路の開設にあたって、僚船のべすたに続いて内海造船瀬戸田工場で建造され、1979年10月に就航した。
後にべすたとともに室蘭 - 青森航路に転配された。晩年は青森 - 函館航路に転配され、2001年10月に引退した。
その後、海外売船され、インドネシアでDUTA BANTENとして、スンダ海峡を横断する航路に就航している。

## 設計
びなす (初代)の改良型で、船型がやや拡大されている。右舷船首部および船尾中央にランプウェイを装備する。

## 船内

### 船室
- 特等室 - 2名×5室、10人
- 1等室 - 100名
- 2等室 - 330名
- ドライバー室 - 50名

### 設備
- レストラン